# تريبواير (شركة)
تريبواير (بالإنجليزية: Tripwire) شركة برمجيات أمريكية، مقرها في بورتلاند، أوريغون. تقوم الشركة بتطوير وتسويق وبيع حلول تكنولوجيا المعلومات التي توفر الأمن.